# Torre Windsor
La torre Windsor era un grattacielo utilizzato per ospitare uffici situato nel centro finanziario AZCA di Madrid, in Spagna. Costruito nel 1979, era alto 106 metri e aveva 32 piani di cui 3 interrati ed era l'ottavo edificio più alto di Madrid e il 23º più alto in Spagna. L'edificio è stato distrutto da un enorme incendio il 12 febbraio 2005 e parzialmente crollato, per poi essere definitivamente demolito. Al suo posto è stata costruita la Torre Titania.

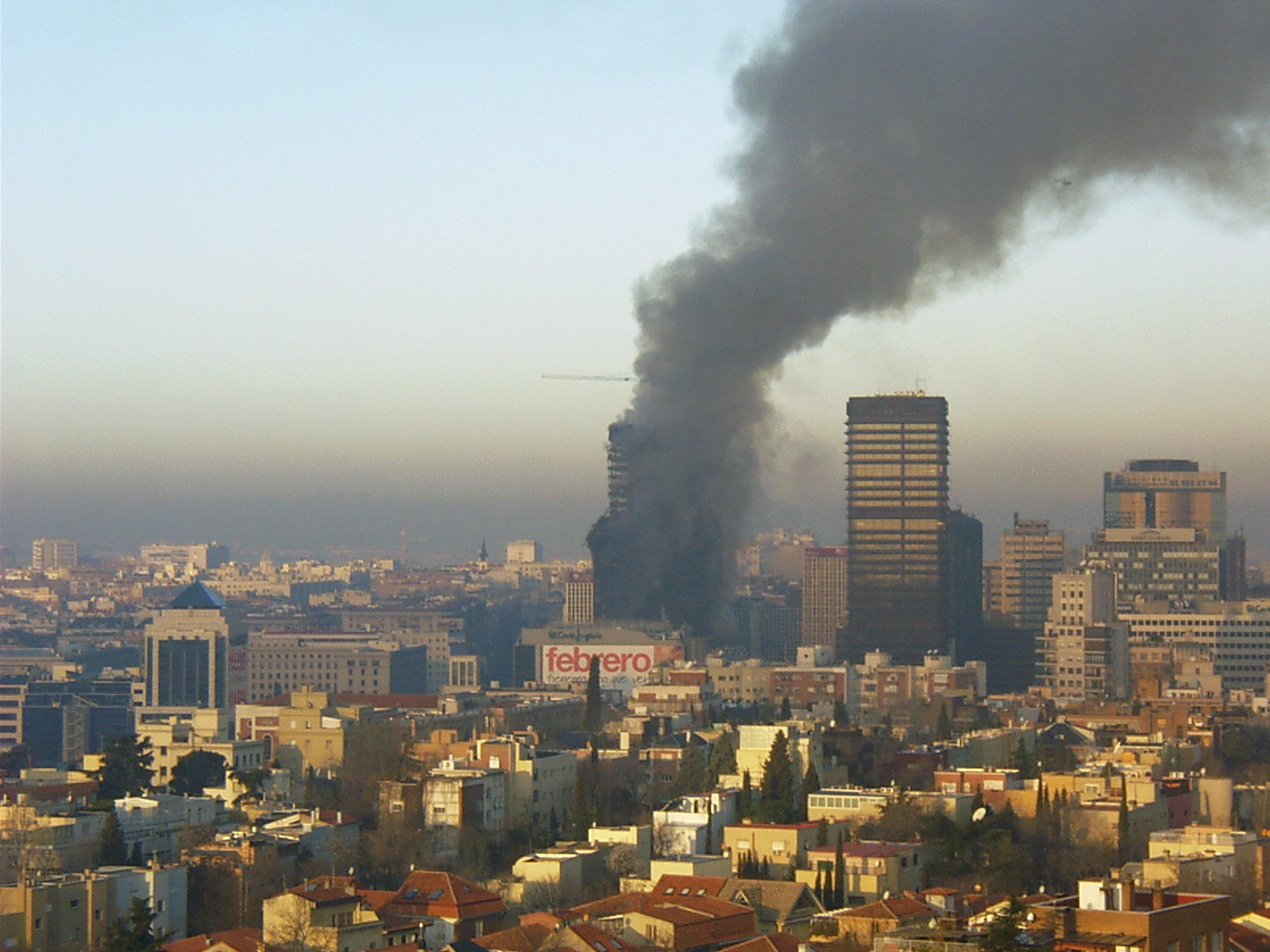
Veduta aerea della torre in fiamme